# Libavcodec
libavcodec est une bibliothèque libre écrite en C, développée dans le cadre du projet FFmpeg. Elle permet de décoder et d'encoder de nombreux codecs audio et vidéo.  Elle est distribuée sous licence GNU LGPL et est disponible sous Linux (Unix), Mac OS X et Windows.
Cette bibliothèque est indissociable de libavformat et libavutil.

## Codecs vidéo implémentés
- MPEG-1
- MPEG-2
- MPEG-4 Part 2
- H.261
- H.263
- H.264 (décodage seulement)
- WMV (WMV9: décodage seulement)
- Sorenson codec
- Cinepak
- MJPEG
- Huffyuv
- Snow
- Theora
- VP3
- Xvidcap

## Codecs audio implémentés
- Apple Lossless
- Cook Codec
- FLAC
- MP2
- MP3 (décodeur natif, encodage par LAME)
- Shorten
- QDM2
- RealAudio 1.0
- RealAudio 2.0
- Vorbis
- Windows Media Audio

## Applications qui utilisent libavcodec
- Avidemux
- ffdshow
- FFmpeg
- GStreamer
- Kdenlive
- MPlayer
- MPlayerXP
- VLC media player
- xine
- Chroma Player
- Blender (depuis la version 2.42)
- DvPlayer